# Raszowa (województwo dolnośląskie)
Raszowa – wieś w Polsce położona w województwie dolnośląskim, w powiecie lubińskim, w gminie Lubin.

## Podział administracyjny
W latach 1975–1998 miejscowość położona była w województwie legnickim.
Do 1998 roku, przed ponownym podziałem administracyjnym, nazwa miejscowości brzmiała Raszowa Duża.
Przed II wojną światową miejscowość należała do terytorium III Rzeszy i nosiła nazwę Groß Reichen.

## Dawne nazwy miejscowości
- Rasova – 1267 r.
- Richinow – 1362 r.
- Reynirsdorf – 1396 r.
- Richenaw – 1399 r.
- Reychenaw – 1410 r.
- Reichenaw – 1418 r.
- Groß Reichen – 1789 r.
- Reichen – 1830 r.
- Groß Reichen – lata 1867-1945
- Raszowa Duża – lata 1945-1998
- Raszowa – od 1998 r.

## Powojenni osadnicy polscy
Wśród pierwszych osadników znaleźli się: Żurawicki Józef, Bobik Jan, Sobuś Eugeniusz, Mazań Michał, Babuszka Rudolf, Macków Czesław, Maćków Andrzej, Kołkowski Zdzisław, Kuchciak Mikołaj, Ciołkosz Ludwik, Cirko Michał i Kupnicka Rozalia.

## Zabytki

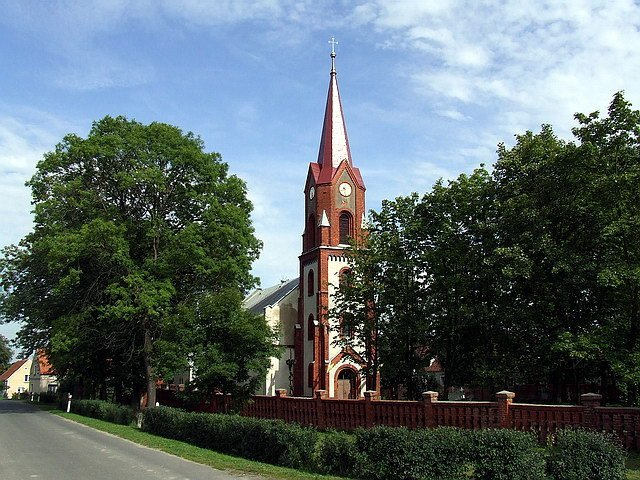
Kościół Niepokalanego Poczęcia Najświętszej Marii Panny w Raszowej

Do wojewódzkiego rejestru zabytków wpisane są:

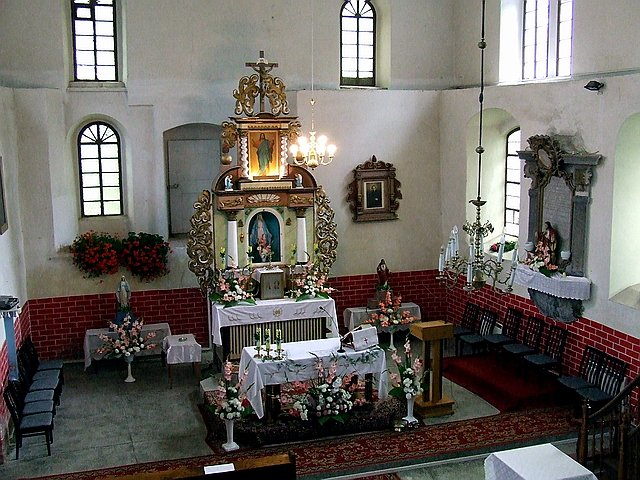
Wnętrze kościoła Niepokalanego Poczęcia Najświętszej Marii Panny w Raszowej

- kościół parafialny pw. Niepokalanego Poczęcia Najświętszej Marii Panny, z drugiej połowy XVIII w., XX w. Wnętrze kościoła Niepokalanego Poczęcia Najświętszej Marii Panny w Raszowej Świątynia najprawdopodobniej została zbudowana w XIV wieku w stylu barokowym na fundamentach innego obiektu sakralnego. W pobliżu kościoła od 1362 roku istniał już miejscowy cmentarz. W XVIII wieku ewangelicy dokonali gruntownej przebudowy świątyni (Kościół św. Marcina). Kościół znajduje się w środkowej części miejscowości w pobliżu fosy okalającej ruiny pałacu. W 1969 roku miał miejsce pożar, w którym spłonęła większa część wyposażenia świątyni. Zachowała się m.in. w zakrystii kuta w żelazie późnogotycka krata oraz prezbiterium z wnęką na sprzęty liturgiczne.

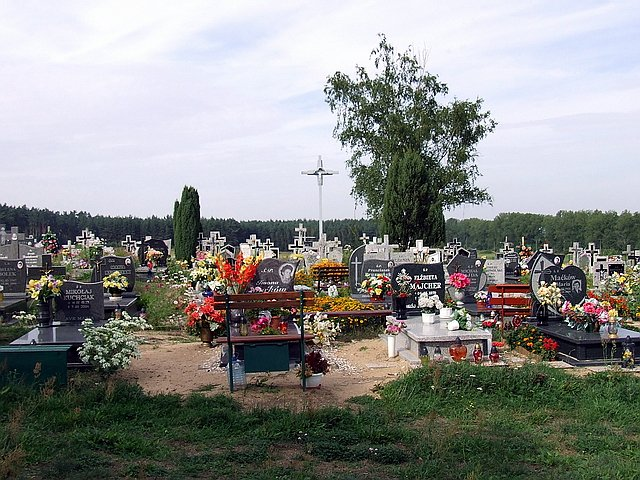
Cmentarz katolicki

 W 2000 roku świątynię wpisano do rejestru zabytków pod numerem 46/A. Od tego też czasu rozpoczęto prace remontowe świątyni, odnowiono elewacje zewnętrzne, gzymsy, framugi oraz zamontowano instalację odgromową. W roku 2005 przeprowadzono remont iglicy i wieży kościelnej. Kościół parafialny pw. Niepokalanego Serca Najświętszej Marii Panny znajduje się w pobliskiej Raszówce.

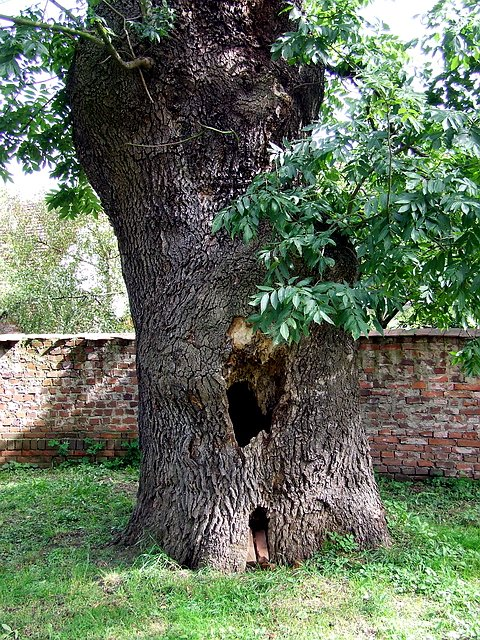
Jesion rosnący w pobliżu kościoła

- Cmentarz przykościelny, z XIV w., z osiemnastoma grobami polskimi i grobowcem rodziny Nowack.

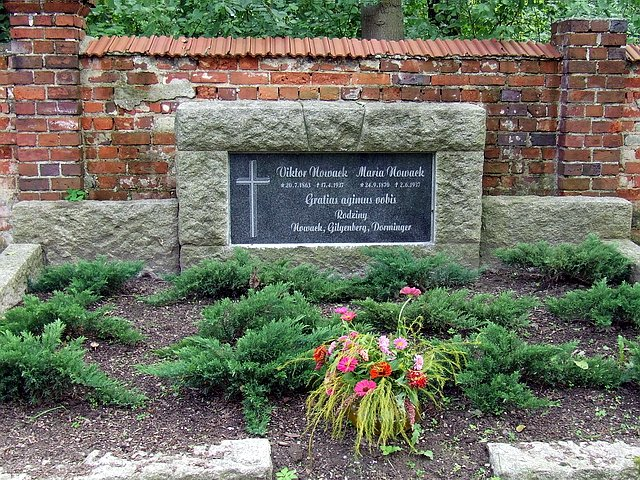
Grobowiec niemieckiej rodziny Nowack

- zespół pałacowy, z XVIII w., drugiej połowy XIX w.
  - park krajobrazowy
  - pałac (ruina) barokowy wzniesiony pod koniec XVII wieku (w roku 1688) dla Jerzego von Lüttichau, obiekt otoczony był fosą, do którego prowadziły trzy mosty (ze wschodu i zachodu oraz z mauzoleum rodowego). Na przełomie XIX i XX został przebudowany. Pod koniec II wojny światowej, w styczniu 1945, pałac został niemal doszczętnie zniszczony w wyniku bombardowań. Całkowitemu uszkodzeniu uległo również mauzoleum rodowe usytuowane w południowo-wschodniej części parku. Dziś pozostały tylko ruiny.

Inne zabytki:
- jesion, rosnący blisko kościoła, którego wiek oceniany jest na przynajmniej 170 lat. Jesion ma obwód 520 cm na wysokości 1,6 m i 645 cm na wysokości 3,7 m. Całkowita wysokość jesionu 15,0 m. Tuż obok jesionu za ogrodzeniem kościoła rośnie świerk o obwodzie 220 cm i wysokości 29,0 m.

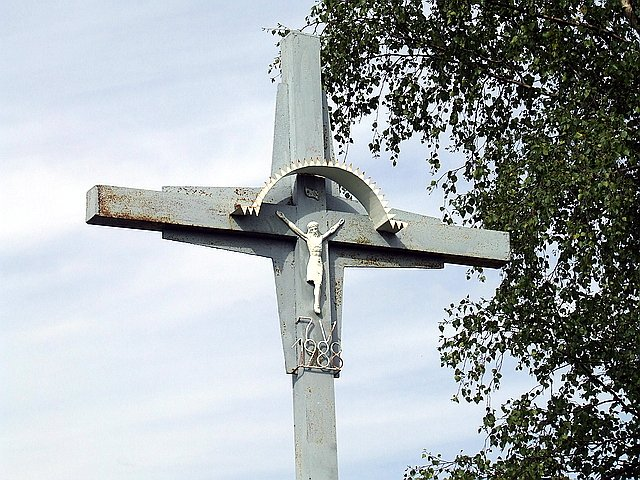
Krzyż na cmentarzu w Raszowej

- Drugi cmentarz oddalany jest od świątyni o około 500 m, kierując się w stronę Pieszkowa. 7 maja 1988 został zamontowany tam krzyż o wysokości ponad 6 m, ofiarowany przez ówczesnego proboszcza ks. Kazmierza Pietrygę. Krzyż wykonali i zamontowali mieszkańcy Raszowej: prace spawalnicze prowadził Józef Pater, montaż wykonali m.in. potomkowie pierwszych osadników: Mikołaj Kuchciak, Jan Bobik, Józef Pater i Eugeniusz Sobuś.

## Przedsięwzięcia infrastrukturalne
- 1989 r. – oświetlenie uliczne
- 1991 r. – telefonizacja
- 1992 r. – wodociąg
- 1995 r. – gazyfikacja
- 1999 r.
  - telefonizacja
  - budowa drogi asfaltowej

Parafia pw. Niepokalanego Serca Najświętszej Maryi Panny w Raszówce jest przynależna do dekanatu Lubin-Wschód, spośród 29 dekanatów znajdujących się w diecezji legnickiej.
Dekretem z 27 listopada 1981 Metropolita Wrocławski J.Em. Kardynał Henryk Gulbinowicz erygował Parafię pw. Niepokalanego Serca Najświętszej Maryi Panny z siedzibą w Raszówce.
Kościół parafialny wraz z plebanią został zbudowany w latach 1980-1984 przy dużej pomocy mieszkańców wsi Raszówka i pobliskich miejscowości: Raszowa, Gorzelin, Lipiny, Karczowiska. 30 września 1984 świątynia została poświęcona przez J.Em. Księdza Kardynała Henryka Gulbinowicza. Budowniczym kościoła był ówczesny proboszcz Ks. Kazimierz Pietryga.

## Święta Wielkanocne

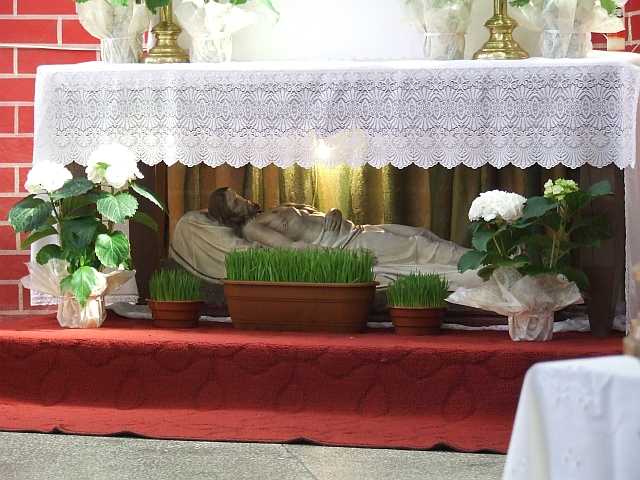
Widok Grobu Pańskiego w Kościele pod wezwaniem Niepokalanego Poczęcia Najświętszej Marii Panny w Raszowej w 2009 r.

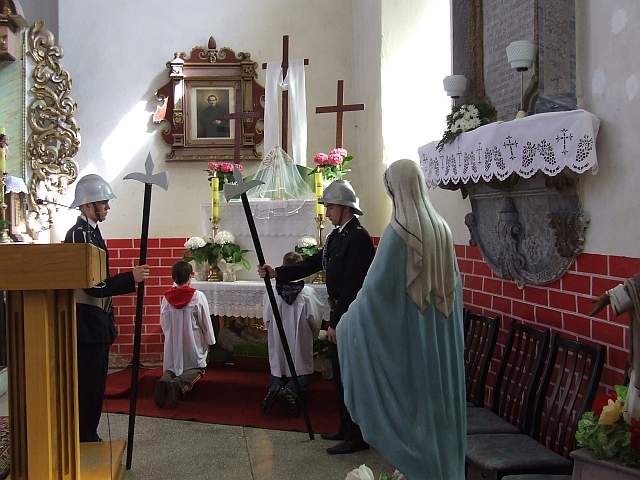
Młodzież ze wsi Raszowa strzeże Grobu Pańskiego

Młodzież ze wsi Raszowa, przy udziale Ochotniczej Straży Pożarnej, strzeże każdego roku Grobu Pańskiego. Zwyczaj ten, jak w wielu miejscowościach w Polsce, jest kultywowany od dawna. Świątynię na czas adwentu przystrajają mieszkańcy. W Wielką Sobotę, zwykle w południe, w kościele odbywa się święcenie pokarmów. W drugi dzień świąt Wielkiej Nocy zwanym Lanym Poniedziałkiem w Raszowej mieszkańcy oblewają się wodą.

## Dane historyczne
- 19 marca 1267 miejscowość po raz pierwszy wzmiankowana w dokumencie papieża Klemensa IV potwierdzającym prawo klasztoru trzebnickiego do dziesięciny ze wsi Rasova[5][6].
- W 1410 r. wieś została wymieniona w urbarzu trzebnickim i liczyła 16 łanów.
- W 1418 r. Raszowa (Reichenaw) liczyła 341 mieszkańców wyznania ewangelickiego, 51 domów, pałac i kościół ewangelicki.
- W 1554 r. Johann Teichmann został pierwszym protestanckim pastorem w dwóch kościołach: w Raszowej oraz pobliskich Miłoradzicach (Mühlrädlitz).
- W 1649 r. wieś została zrównana z ziemią, wcześniej wieś wraz z dobrami ziemskimi uległa znacznym zniszczeniom w czasie wojny trzydziestoletniej.
- W 1656 r. wieś liczy 227 mieszkańców, we wsi znajdują się: młyn, kuźnia i budynek szkolny.
- W 1725 r. wieś należy do Johanna Georga von Lüttichau, pochowanego później w miejscowym kościele.
- W 1772 r. wieś pozostaje w rękach pana Freyherr von Hock.
- W 1913 r. wieś liczyła 238 mieszkańców.
- W 1927 r. wieś ma 240 mieszkańców.
- W 1936 r. na krańcu wsi, w kierunku Raszowej Małej, wzniesiono nowy budynek szkoły ewangelickiej, niedaleko wiatraka, usytuowanego na wzgórzu nazywanym Weinberg.
- W 1939 roku wieś liczyła 72 gospodarstwa domowe, którą zamieszkiwało 258 mieszkańców.